# SV Meppen (Frauenfußball)
Die Frauenfußballabteilung des SV Meppen besteht seit dem 1. Juli 2011, als sich die Frauenfußballabteilung des SV Victoria Gersten dem SV Meppen anschloss. In der Saison 2020/21 spielte die erste Mannschaft erstmals in der Bundesliga und schaffte 2022 den erneuten Aufstieg dorthin.

## Geschichte

### SV Victoria Gersten
Der SV Victoria Gersten wurde im Jahre 1947 gegründet. Die erste Frauenmannschaft schaffte im Jahre 1993 den Aufstieg in die damals zweitklassige Oberliga Nord. Im Jahr 2000 wurde die Mannschaft Vizemeister und nahm an der Aufstiegsrunde zur Bundesliga teil. Dort erreichte die Mannschaft jedoch nur einen Punktgewinn durch ein 1:1 gegen den Hamburger SV.
Nach einer weiteren Vizemeisterschaft konnte 2002 erstmals der Meistertitel ins Emsland geholt werden. Auch bei der folgenden Aufstiegsrunde scheiterte die Mannschaft, die lediglich das bedeutungslose letzte Spiel gegen den 1. FC Nürnberg gewinnen konnte. Nach einer weiteren Vizemeisterschaft – der Hamburger SV gab wieder einmal ein kurzes Gastspiel in der Regionalliga – wurde in der Saison 2003/04 ungeschlagen die zweite Regionalligameisterschaft geholt. Auf die Aufstiegsrunde wurde jedoch verzichtet.
Im Jahre 2004 gehörten die Gerstener zu den Gründungsmitgliedern der 2. Bundesliga Nord. Trotz bescheidener finanzieller Möglichkeiten konnte die Mannschaft stets Platzierungen im Mittelfeld erreichen. In der Saison 2008/09 wurde Martina Fennen gemeinsam mit Kerstin Straka von Tennis Borussia Berlin Torschützenkönigin der 2. Bundesliga Nord. Den größten Erfolg erzielte die Victoria in der Saison 2009/10, als sie hinter dem Herforder SV und der zweiten Mannschaft des 1. FFC Turbine Potsdam Dritter der Nordgruppe wurde.

### SV Meppen
Um die stetig wachsenden Anforderungen in der 2. Bundesliga bewältigen zu können, trat die Frauenfußballabteilung zur Saison 2010/11 dem SV Meppen bei. Eine angedachte Spielgemeinschaft wurde verworfen, da der DFB keine Spielgemeinschaften in der 2. Bundesliga zulässt. Die erste Mannschaft wird in Meppen spielen, alle anderen Mannschaften bleiben in Gersten. Nach zwei Jahren im gesicherten Mittelfeld spielte die Mannschaft in der Saison 2012/13 lange um die Meisterschaft mit und blieb 13 Spiele in Folge ohne Niederlage. Aus finanziellen Gründen verzichtete der Verein jedoch auf eine Bundesliga-Lizenz. In der Saison 2017/18 qualifizierten sich die Meppenerinnen für die nunmehr eingleisige 2. Bundesliga, wo in der Saison 2018/19 der mögliche Bundesligaaufstieg nur um einen Punkt verfehlt wurde.
In der Saison 2019/20, die aufgrund der COVID-19-Pandemie abgebrochen wurde, reichte dann der vierte Platz zum Aufstieg, da zwei höherplatzierte zweite Mannschaften nicht aufstiegsberechtigt waren. Ein Jahr später folgte der Wiederabstieg, dem bereits 2022 der erneute Aufstieg folgte. 2023 folgte der Wiederabstieg in die 2. Bundesliga.

## Erfolge
- Aufstieg in die Bundesliga: 2020, 2022
- Meister der 2. Bundesliga: 2022
- Meister der Regionalliga Nord: 2002, 2004
- Niedersächsischer Meister: 1992
- Niedersächsischer Pokalsieger: 1993, 1994, 2000, 2001

## Erste Mannschaft

### Kader der Saison 2024/25
Stand: 9. Februar 2025
| 01 | Thea Farwick   | Deutschland |
| 30 | Carla Steenken | Deutschland |
| 31 | Jessica Bos    | Deutschland |

| 02 | Jenske Steenwijk | Niederlande |
| 03 | Nina Rolfes      | Deutschland |
| 08 | Lisa-Marie Weiss | Deutschland |
| 12 | Nina Zimmer      | Deutschland |
| 13 | Ayleen Seyen     | Deutschland |
| 22 | Virág Nagy       | Ungarn      |

| 05 | Lena Göppel        | Liechtenstein      |
| 07 | Marie Bleil        | Deutschland        |
| 09 | Marleen Kropp      | Deutschland        |
| 10 | Nina Kossen        | Deutschland        |
| 15 | Sonja Lux          | Deutschland        |
| 16 | Lara Hohm          | Deutschland        |
| 17 | Genesis Castrellon | Vereinigte Staaten |
| 18 | Selma Licina       | Deutschland        |
| 19 | Lea Mauly          | Deutschland        |
| 20 | Joline Knevel      | Deutschland        |
| 21 | Merete Drees       | Deutschland        |
| 0  | Maren Haberäcker   | Deutschland        |

| 06 | Laura Bröring | Deutschland |
| 11 | Sarah Preuß   | Deutschland |
| 14 | Akane Miyoshi | Japan       |

### Ehemalige Spielerinnen
- Alexandra Emmerling
- Denise Franjkovic, bosnische Nationalspielerin
- Inga Loudovici, rumänische Nationalspielerin
- Bianca Lity, deutsche Fußballspielerin
- Agata Manczynska, polnische Nationalspielerin
- Marta Sega, polnische Nationalspielerin
- Nangila van Eyck, niederländische Nationalspielerin
- Hilde Winters, niederländische Nationalspielerin
- Ewa Żyła, polnische Nationalspielerin

## Statistik

### SV Victoria Gersten
| Saison    | Höhe | Liga               | Platz  | S  | U | N  | Tore  | Punkte | DFB-Pokal    |
| --------- | ---- | ------------------ | ------ | -- | - | -- | ----- | ------ | ------------ |
| 1993/94   | II   | Oberliga Nord      | 5.     | 12 | 2 | 8  | 57:39 | 26:18  | 1. Runde     |
| 1994/95   | II   | Oberliga Nord      | 5.     | 8  | 8 | 6  | 43:34 | 24:20  | —            |
| 1995/96   | II   | Regionalliga Nord  | 8.     | 6  | 4 | 12 | 26:41 | 22     | —            |
| 1996/97   | II   | Regionalliga Nord  | 6.     | 11 | 4 | 7  | 51:28 | 37     | —            |
| 1997/98   | II   | Regionalliga Nord  | 3.     | 12 | 4 | 6  | 68:37 | 42     | —            |
| 1998/99   | II   | Regionalliga Nord  | 3.     | 12 | 1 | 7  | 51:29 | 37     | —            |
| 1999/2000 | II   | Regionalliga Nord  | 2.     | 15 | 2 | 5  | 68:30 | 47     | —            |
| 2000/01   | II   | Regionalliga Nord  | 2.     | 15 | 4 | 3  | 61:23 | 49     | 1. Runde     |
| 2001/02   | II   | Regionalliga Nord  | 1. (1) | 17 | 3 | 2  | 57:19 | 54     | Achtelfinale |
| 2002/03   | II   | Regionalliga Nord  | 2.     | 15 | 4 | 3  | 84:30 | 49     | —            |
| 2003/04   | II   | Regionalliga Nord  | 1. (2) | 20 | 2 | 0  | 88:15 | 62     | Achtelfinale |
| 2004/05   | II   | 2. Bundesliga Nord | 8.     | 7  | 2 | 13 | 43:42 | 23     | —            |
| 2005/06   | II   | 2. Bundesliga Nord | 5.     | 11 | 4 | 7  | 49:36 | 37     | 2. Runde     |
| 2006/07   | II   | 2. Bundesliga Nord | 9.     | 6  | 4 | 12 | 30:48 | 22     | Achtelfinale |
| 2007/08   | II   | 2. Bundesliga Nord | 9.     | 7  | 6 | 9  | 38:39 | 27     | 2. Runde     |
| 2008/09   | II   | 2. Bundesliga Nord | 9.     | 6  | 5 | 11 | 31:35 | 23     | 1. Runde     |
| 2009/10   | II   | 2. Bundesliga Nord | 3.     | 12 | 3 | 7  | 51:30 | 39     | 1. Runde     |

### SV Meppen
Aufstiege sind grün unterlegt; Abstiege rot.
| Saison  | Höhe | Liga               | Platz  | S  | U | N  | Tore  | Punkte | DFB-Pokal    |
| ------- | ---- | ------------------ | ------ | -- | - | -- | ----- | ------ | ------------ |
| 2010/11 | II   | 2. Bundesliga Nord | 6.     | 9  | 4 | 9  | 30:31 | 31     | Achtelfinale |
| 2011/12 | II   | 2. Bundesliga Nord | 6.     | 9  | 4 | 9  | 30:31 | 31     | 2. Runde     |
| 2012/13 | II   | 2. Bundesliga Nord | 3.     | 15 | 1 | 6  | 40:22 | 46     | Achtelfinale |
| 2013/14 | II   | 2. Bundesliga Nord | 4.     | 10 | 4 | 8  | 36:32 | 34     | Achtelfinale |
| 2014/15 | II   | 2. Bundesliga Nord | 5.     | 12 | 6 | 4  | 43:30 | 42     | 1. Runde     |
| 2015/16 | II   | 2. Bundesliga Nord | 6.     | 10 | 5 | 7  | 35:27 | 35     | Achtelfinale |
| 2016/17 | II   | 2. Bundesliga Nord | 7.     | 9  | 3 | 10 | 41:10 | 30     | 1. Runde     |
| 2017/18 | II   | 2. Bundesliga Nord | 3.     | 14 | 4 | 4  | 71:32 | 46     | Achtelfinale |
| 2018/19 | II   | 2. Bundesliga      | 5.     | 13 | 6 | 7  | 63:38 | 45     | 2. Runde     |
| 2019/20 | II   | 2. Bundesliga      | 4. (3) | 8  | 3 | 5  | 29:27 | 27     | 2. Runde     |
| 2020/21 | I    | Bundesliga         | 11.    | 3  | 5 | 14 | 16:52 | 14     | Achtelfinale |
| 2021/22 | II   | 2. Bundesliga      | 1.     | 19 | 4 | 3  | 61:19 | 58     | 2. Runde     |
| 2022/23 | I    | Bundesliga         | 11.    | 5  | 2 | 15 | 16:40 | 17     | Achtelfinale |
| 2023/24 | II   | 2. Bundesliga      | 3.     | 16 | 5 | 5  | 46:14 | 53     | 2. Runde     |
| 2024/25 | II   | 2. Bundesliga      | 5.     | 13 | 4 | 9  | 40:29 | 43     | 2. Runde     |

## Weitere Mannschaften
Die zweite Frauenmannschaft wurde in der Saison 2010/11 Meister der Landesliga Weser/Ems und stieg in die Oberliga Niedersachsen-West auf. 2017 Stiegen sie in die Regionalliga Nord auf. Darüber hinaus gibt es zwei Mädchenmannschaften. Die B-Juniorinnen spielen seit der Ligagründung im Jahre 2012 in der B-Juniorinnen-Bundesliga.